# Callitriche obtusangula
Callitriche obtusangula är en grobladsväxtart som beskrevs av Le Gall. Callitriche obtusangula ingår i släktet lånkar, och familjen grobladsväxter. Inga underarter finns listade i Catalogue of Life.